# Cantón Quilanga
Quilanga es un cantón de Ecuador, ubicado en la Provincia de Loja. Su capital es la ciudad de Quilanga. Su población en el censo de 2001 era de 4582. Su alcalde para el período 2019-2023 es Fredy Cueva. Mientras que Juan Carlos Santín Calva asumió la Alcaldía del cantón Quilanga para el período 2023-2027 tras una amplia victoria electoral..

## División política
Quilanga tiene 3 parroquias: 1 urbana y 2 rurales.

### Parroquias urbanas

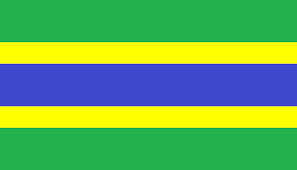
bandera del Cantón Quilanga

- Quilanga (cabecera cantonal)

### Parroquias rurales
- Fundochamba
- San Antonio de Las Aradas (Cab. en Las Aradas)

La parroquia San Antonio de las Aradas está ubicada en el Cantón Quilanga Provincia de Loja, esta en latitud -4°35′ y longitud -79°4′, es una población rural ubicada al suroeste del Ecuador, al sureste de la Provincia de Loja o en la parte Sur del Cantón Quilanga a 24 kilómetros de la cabecera cantonal, tiene una extensión de 110.30 km², está conformada por los siguientes barrios: La Soledad, El Subo, Amania, Tuburo, Valdivia, Santa Rosa, Las Cuadras, Jacapo, Las Choras, Limón Alto, Limón Bajo y San José; su población dedicada a la agricultura  como también, a la ganadería con pastizales para ganado vacuno, porcino, caprino, aves de corral; existen otras labores pecuarias que representan sus propias formas de subsistencia alimenticia. El lugar posee varios campos de acción para fortalecer el turismo, está ubicada por el camino del inca, y posee espacios naturales como ríos, lagunas, cascadas, manantiales y muchas ruinas como la “Plaza del Inca”; se cree que estas ruinas arqueológicas denominadas torneados son pre-incaicas, relativas a la nación “Palta” específicamente en el territorio donde se asentaron los “Colambos”; y, desde la conquista y parte de la vida republicana del Ecuador, fue la Hacienda de “Tuburo”.